# Salangana de les Carolines
La salangana de les Carolines (Aerodramus inquietus) és una espècie d'ocell de la família dels apòdids (Apodidae) que habita zones obertes i boscoses de les illes Carolines.